# 田鸫

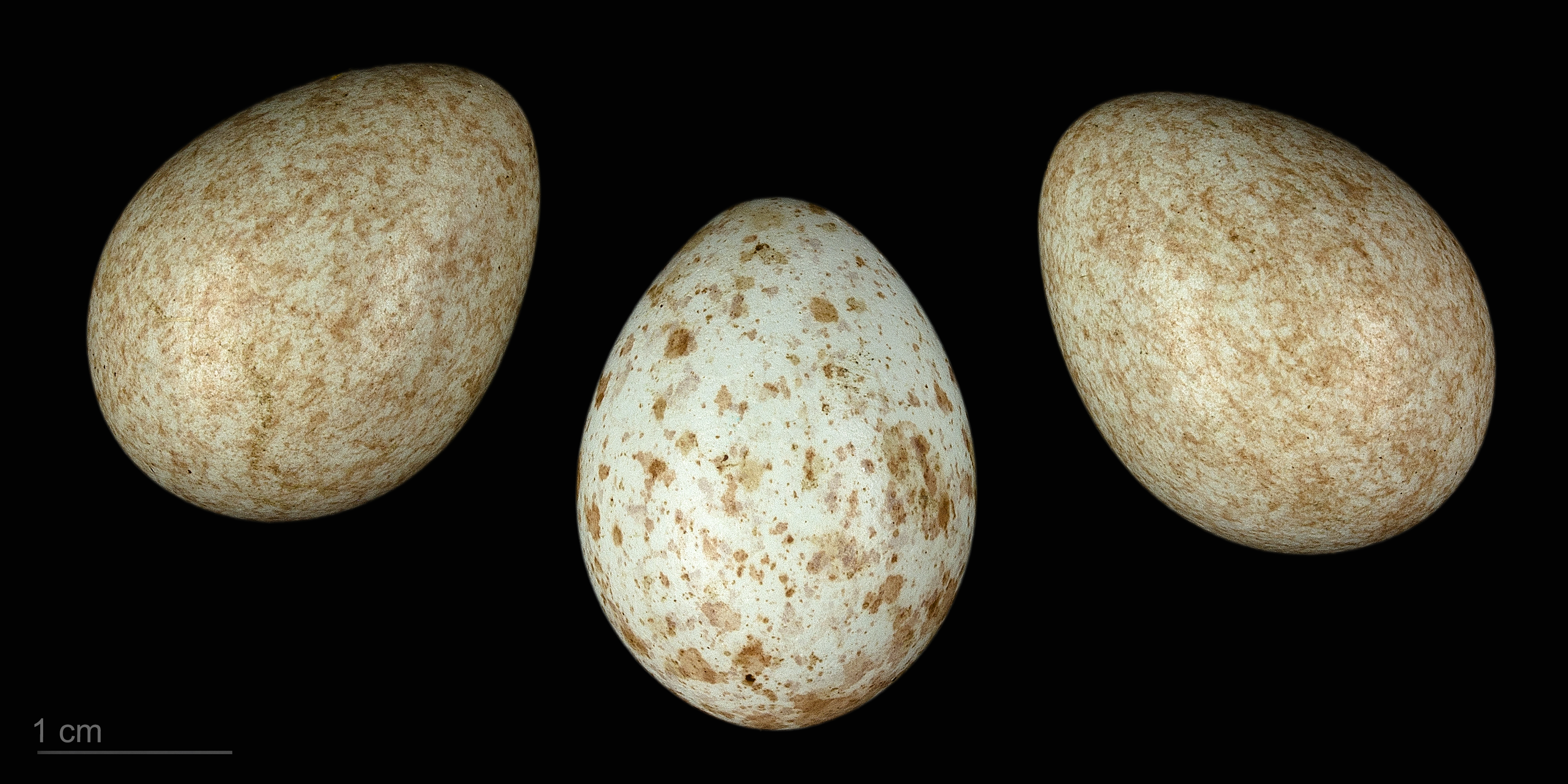
卵 Turdus pilaris

田鸫（学名：Turdus pilaris）为鶲科鸫属的鸟类。分布于欧洲、北非及包括中国大陆的新疆、青海、甘肃等地在內的中東亞地區，一般生活于营巢于茂盛的灌丛或树木间。该物种的模式产地在瑞典。

## 特征
田鸫翅膀的正羽上有羽轴和羽枝，羽枝两侧长有羽小枝。羽小枝能互相钩在一起。

## 亚种
- 田鸫新疆亚种（学名：Turdus pilaris subpilaris）。该物种的模式产地在德国。[3]